# Golfe d'Alaska

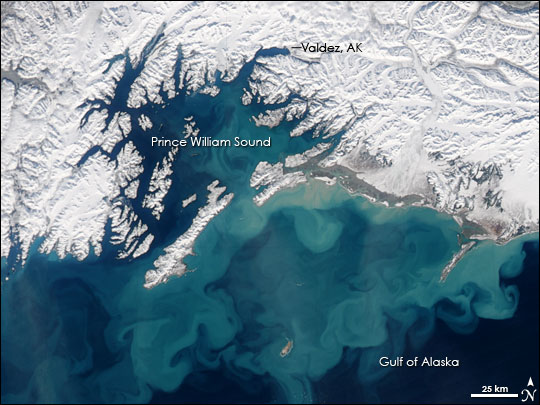

Le golfe d'Alaska ou golfe de l'Alaska, Gulf of Alaska en anglais, est un espace maritime situé au nord de l'océan Pacifique, baignant les côtes méridionales de l'Alaska, en Amérique du Nord, depuis Kabuch Point, l'extrémité occidentale de la péninsule d'Alaska , jusqu'au cap Spencer face à l'archipel Alexandre.

## Géographie
L'Organisation hydrographique internationale définit les limites du golfe d'Alaska de la façon suivante :
- au nord, la côte de l'Alaska ;
- au sud, une ligne tirée depuis le cap Spencer (en) (58° 11′ 44″ N, 136° 39′ 03″ O), la limite septentrionale des eaux côtières de l'Alaska du Sud-Est et de la Colombie-Britannique jusqu'à Kabuch Point (54° 48′ 55″ N, 163° 21′ 47″ O), la limite sud-est de la mer de Béring, de telle manière que toutes les îles adjacentes soient incluses dans le golfe d'Alaska.

Les principales agglomérations l'entourant d'est en ouest sont Valdez et Anchorage.

## Environnement et climat
Son principal courant marin est également dit de l'Alaska.
Ce golfe et la mer de Bering qu'il jouxte, écologiquement très riches, notamment en saumon et colin d'Alaska d'une grande importance économique, sont deux zones marines concernées par des phénomènes complexes de mélange d'eaux de glace issues de la fonte polaire et d'eaux océaniques plus salées et denses. Ces espaces maritimes sont depuis quelques décennies les plus affectés au monde par le réchauffement des eaux marines, en partie responsable, avec notamment la surpêche, de changements écologiques de long terme.
Ce réchauffement est particulièrement net depuis 2014 avec de nouveaux records battus en 2016 et 2017. Il a clairement une cause anthropique selon une étude récente,. Il expliquerait les difficultés de reproduction du saumon, normalement très abondant dans la région, et l'apparition d'autres espèces inhabituelles de poissons, par exemple le poisson lune.